# Rupi Kaur
Rupi Kaur, née le 4 octobre 1992 au Pendjab en Inde, est une poétesse, illustratrice et interprète féministe canadienne.
Elle se fait connaître en tant que « instapoète », grâce à ses poèmes publiés en ligne, utilisant Instagram comme plateforme principale. Elle a à ce jour publié quatre recueils de poèmes. Les sujets qu'elle aborde sont les violences faites aux femmes, la maltraitance, l’amour, la perte, le deuil et la féminité mais aussi la rupture, les relations et la guérison. En soi elle aborde les sujets difficiles et parfois tabous dans la société et exprime à sa façon tous ces sujets parfois compliqués.

## Biographie

### Famille et jeunesse
Rupi Kaur naît au Pendjab (Inde) en 1992 ; ses parents émigrent à Toronto lorsqu'elle a 4 ans, dans le but d'échapper aux persécutions envers la minorité sikh. Dans son enfance, sa mère l’encourage à dessiner et à peindre afin d'apprendre la langue de son pays d’accueil, elle se met à lire. Plus tard, elle étudie la rhétorique et l’écriture professionnelle à l’université de Waterloo d’Ontario.
Elle habite à Brampton (Ontario) avec ses parents et ses quatre frères et sœurs. Rupi Kaur et sa famille ont souvent déménagé (sept fois) avant de s’installer durablement à Brampton. Elle étudie à l'université de Waterloo.

### Poétesse et illustratrice
Rupi Kaur commence sa carrière de poétesse en ligne à travers des réseaux sociaux. Au lycée, elle écrit anonymement et prend le nom de scène Kaur parce que « Kaur est le nom de chaque femme - amenée à éradiquer le système de caste en Inde ». Parmi ses travaux les plus remarqués se trouve son photo-essai sur les menstruations en mars 2015, ayant pris racine dans le cadre d'un projet universitaire. Le but de ce dernier : une œuvre de poésie visuelle défiant le tabou sociétal des règles et déconstruire l'objectivation des femmes.
Ses travaux développent également d'autres thèmes, tels que la maltraitance, la féminité, l’amour et la perte. Rupi Kaur débute en écrivant un essai pour exprimer un traumatisme personnel, ayant tout juste quitté une relation amoureuse abusive. Elle en témoigne sur les réseaux sociaux en partageant un message à travers un post Instagram : « C'est à ça que ressemblait une relation abusive. Il me donnait des coups de pied si forts que mes jambes craquaient et que je tombais par terre. Puis il me demandait de me relever, pour ensuite me frapper à nouveau, et encore, et encore, jusqu'à ce que je sois si fatiguée de m'effondrer que je décidais que c'était plus facile de céder ».

#### lait et miel
En novembre 2014, Rupi Kaur publie son premier livre, une anthologie intitulée lait et miel. Le livre est un recueil de poèmes, de prose et d’illustrations. Il est composé de quatre chapitres abordant un thème différent et intitulés « Souffrir », « Aimer », « Rompre » et « Guérir ». Elle déclare que l’émancipation féminine est son sujet d’écriture favori car « c’est comme devenir ma propre meilleure amie et me donner les conseils dont j’ai besoin ». En ce qui concerne le titre, Rupi Kaur n’utilise pas de majuscules dans la logique de la présentation de ses écrits à la manière de bell hooks.
lait et miel a été sur la liste des best-sellers de littérature canadienne et a également obtenu la seconde place des best-sellers en poésie. En 2016, elle avait vendu plus de 500 000 exemplaires. En 2021, il est écoulé à 3,5 millions d'exemplaires et traduit dans 40 langues.

#### Autres recueils
Rupi Kaur signe un contrat pour deux livres de plus avec Andrews McMeel Publishing et Schuster Canada.
Le premier de ces livres, le soleil et ses fleurs, paraît en 2017. Le recueil parle de ses origines, comment sa famille a fui le Pendjab pour s'installer au Canada alors qu'elle n'était âgée que de 4 ans. En 2019, le livre est vendu à 4,5 millions d'exemplaires.
En 2019, elle est décrite comme « auteure de la décennie » par The New Republic.
En 2020 sort Home body, un recueil évoquant le corps et la féminité, et prônant l'acceptation de soi.

### Poétesse interprète
Depuis 2015, Rupi Kaur déclame ses textes en spoken word, une variante du slam.
En 2022, elle est en tournée mondiale de poésie parlée pour interpréter ses textes. Elle passe à La Cigale à Paris le 9 octobre 2022.
Elle est suivie par 3,6 millions de personnes sur Instagram en 2019 et 4,3 millions en 2025.

## Controverses
En 2015, Rupi Kaur poste sur son compte Instagram une photo d’elle dos à la caméra, tout habillée et allongée dans son lit, avec une tache de sang sur son jogging et sur le drap. La photo fait partie d’un projet-photo pour son cours de rhétorique visuelle à l’université de Waterloo. La photo est tirée d’une série sur les menstruations pensée pour déstigmatiser les tabous sur le sujet. Sur sa page Instagram, Rupi Kaur affirme : 

« Une majorité de personnes, sociétés et communautés rejettent ce processus naturel. Certains sont plus à l’aise avec la pornographisation de la femme, la sexualisation de la femme, les violences et dégradations de la femme qu’avec les règles. Ils ne prennent pas le temps d’exprimer leur dégoût par rapport à tout ça, mais monteront au créneau et seront dérangés par cela. »

Instagram supprime toutes les photos de la série par deux fois parce qu’elles « ne respectaient pas les règles de la communauté ». Kaur se sert de son compte Facebook pour critiquer la suppression du post : « Merci à Instagram de me donner la réponse précise que mon travail critiquait. Vous avez supprimé ma photo deux fois, déclarant qu’elle allait à l’encontre des règles de la communauté. Je ne m’excuserai pas de ne pas nourrir l’ego et la fierté d’une société misogyne qui voudrait mon corps en sous-vêtements mais qui n’est pas à l’aise avec l’idée d’une petite fuite alors que vos pages sont remplies d’innombrables photos/comptes de femmes (dont beaucoup sont mineures) objectifiées, pornographisées et traitées comme moins que des humains. »
Sur Facebook, la photo est devenue virale et a fait les gros titres à travers le monde. Plus tard, le président d'Instagram a restauré la photo et présenté des excuses à Rupi Kaur, disant l’avoir retirée par erreur. L'autrice a notamment publié un article via le Huffington Post.

## Publications
- 2022 : Healing Through Words
  - Écrire pour guérir, traduit en français par Sabine Rolland. Éditions Robert Laffont (France)
- 2020 : Home body
  - Corps refuge, traduit en français par Lori Saint-Martin et Paul Gagné. Éditions Guy Saint-Jean (Canada)
  - Home body, traduit en français par Sabine Rolland. Éditions NiL (France)
- 2017 : the sun and her flowers
  - le soleil et ses fleurs, traduit en français par Sabine Rolland. Éditions NiL
- 2014 : milk and honey
  - lait et miel, traduit en français par Sabine Rolland. Éditions Charleston